# 후쿠카와촌 (오카야마현)
후쿠카와촌(福河村)은 오카야마현 와케군에 있던 촌이다. 현재의 비젠시와 효고현 아코시 일부에 해당한다.

## 역사
- 1889년 6월 1일 - 정촌제 시행에 수반해 와케군 후쿠카와촌이 발족하였다.
- 1955년 3월 31일 - 히나세정과 대등합병에 의해 (신) 히나세정이 되었다.
- 1963년 9월 1일 - 후쿠우라 구역이 아코시에 월현분리가 되었다.
  - 효고현 아코시에 편입된 후에도 레이와의 현재에 이르기까지 후쿠우라지구는 주고쿠전력의 전력공급지역이다.

## 교통

### 철도
- 일본국유철도
  - 아코선

## 참고문헌
- 赤穂市史編さん専門委員編集『赤穂市史』第3巻 昭和60年12月20日発行